# ۸ شعبان
۸ شعبان، هشتمین روز از ماه شعبان در تقویم هجری قمری است.
در تقویم هجری قمری قراردادی این روز دویست و پانزدهمین روز سال است.